# مايكل وينتر (كاتب)
مايكل وينتر (بالإنجليزية: Michael Winter)‏ (1965، كولونيا في ألمانيا)؛ روائي كندي.